# Une mort sans importance (téléfilm)
Pour le film d'Yvan Noé (1948), voir Une mort sans importance.
Pour plus de détails, voir Fiche technique et Distribution.
Une mort sans importance est un téléfilm dramatique français réalisé par Christian Bonnet sur un scénario de Nicolas Kieffer, diffusé pour la première fois, le 27 mars 2019 sur France 2.

## Synopsis
Didier Novelli, un marginal, est retrouvé mort sur un terrain municipal. L'enquête est confiée à Claire Lepecq-Quémeneur. Son fils, Basile, âgé de 17 ans, vit avec son père Alain. Très vite, Alain soupçonne leur fils de savoir des choses à propos de la mort du marginal. Il ne tarde pas à comprendre que l'adolescent et deux de ses amis avec qui il faisait du tir à l'arc, sont responsables de la mort de Novelli. Alain est alors prêt à tout pour protéger son fils.

## Fiche technique[1]
- Titre original : Une mort sans importance
- Réalisation : Christian Bonnet
- Scénario : Nicolas Kieffer
- Sociétés de production : !dFICTIONS, avec la participation de France Télévisions
- Production : Pierre Eid
- Photographie : Yves Dahan
- Musique : Arno Alyvan
- Pays d'origine :  France
- Langue originale : français
- Genre : drame
- Date de diffusion :
  -  France : 27 mars 2019 sur France 2
  -  France : 22 janvier 2021 sur France 2

## Distribution
Sauf indication contraire, les informations mentionnées dans cette section peuvent être confirmées par la base de données cinématographiques IMDb,  présente dans la section « Liens externes ».
- Bruno Salomone : Alain Quémeneur
- Caroline Proust : Claire Lepecq-Quémeneur
- Anne-Élisabeth Blateau : Isabelle Baillargues
- François Levantal : Daniel Sauvagnac
- Philippe Duquesne : Franck Largeon
- Amir El Kacem : Nassim Dridi
- Théo Augier : Basile Quémeneur
- Laurence Cormerais : Madame Sauvagnac
- Catherine Monin : Madame Largeon
- Christiane Conil : Arlette Rambert

## Production

### Narration
Le téléfilm utilise la méthode du flashforward pour installer le spectateur directement dans le futur. Comme l'indique Le Monde, cette méthode « tue le suspense [mais] indique que l'intérêt est ailleurs, dans le cheminement : comment ce père et son fils sont-ils arrivés là, dans un tribunal ».

## Audience
- France : 4,07 millions de téléspectateurs(première diffusion) (18.7 % de part d'audience)[3]

## Accueil critique
Moustique salue le casting, en particulier Bruno Salomone, qui « sait s'épanouir dans le drame » et qui « porte le film ». Le magazine belge cite aussi « Anne-Élisabeth Blateau et la formidable Caroline Proust, abonnée aux rôles de flic depuis Engrenages, et par ailleurs trop rare à l'écran ». Le Monde se focalise également sur les acteurs. La journaliste estime que Bruno Salomone « se métamorphose en papa poule excessif, incarnation de la faiblesse humaine », alors que Caroline Proust « interprète, elle, Claire, la mère de Basile, tout en simplicité ». Les acteurs secondaires jouant les parents des autres adolescents ne sont pas épargnés : « couples sans relief sur fond de Méditerranée, [frôlant] parfois la caricature : les mères pleurent, les pères agissent sans réfléchir ». Théo Augier, interprète du jeune Basile, « en revanche sort du lot » pour Catherine Pacary.